# El perro rabioso (cuento)
El perro rabioso es un cuento creado por el escritor uruguayo Horacio Quiroga, publicado en su libro Cuentos de amor de locura y de muerte en 1917, aunque fue retirado después de su segunda edición. Su formato es como el de un diario personal, por lo que se muestra escrito en primera persona. En total hay seis entradas de días distintos, aunque algunas se dividen en horas.

## Argumento
Una epidemia de rabia se desata sobre un pueblo del Chaco santafecino, paralizándolo y llenando a sus habitantes de terror. Federico, el protagonista, vive en una casa a medio terminar con su madre y su esposa. Un día este es mordido por un perro portador de dicha enfermedad cuyos síntomas aparecen luego de cuarenta días, posterior a dicho período comienza a desarrollar delirios y alucinaciones, consecuentemente, es perseguido por el pueblo hasta ser asesinado. El texto comienza de manera abrupta, notificando el asesinato de un hombre por parte de sus vecinos, tras haber matado a su esposa y a un empleado de un escopetazo. Más adelante el lector puede darse cuenta de que dicho hombre es en realidad Federico, el protagonista. 

## Personajes
- El personaje principal es Federico, quien relata la historia  y es el único desarrollado moralmente en el texto.
- La madre de Federico, un personaje secundario que muestra un profundo miedo hacia los perros portadores de la enfermedad.
- La esposa de Federico, personaje terciario que sirve de apoyo moral para el protagonista.

Se pueden encontrar grupos de personas que afectan por momentos a la historia, pero no son de gran relevancia.